# Brayden Schenn
Brayden Schenn, född 22 augusti 1991, är en kanadensisk professionell ishockeyspelare som spelar för St. Louis Blues i NHL. 
Han har tidigare spelat på NHL-nivå Philadelphia Flyers och Los Angeles Kings och på lägre nivåer för Adirondack Phantoms och Manchester Monarchs i AHL samt Saskatoon Blades och Brandon Wheat Kings i WHL.
Schenn blev Stanley Cup-mästare med St. Louis Blues säsongen 2018–19.

## Spelarkarriär

### NHL

#### Los Angeles Kings
Schenn draftades i första rundan i 2009 års draft av Los Angeles Kings som femte spelare totalt.
Han skrev på sitt treåriga entry level-kontrakt med Kings den 4 mars 2010, till ett värde av 9,42 miljoner dollar.

#### Philadelphia Flyers
Han tradades den 23 juni 2011, tillsammans med Wayne Simmonds och ett draftval i andra rundan 2012 (som Flyers senare bytte bort till Dallas Stars, som i sin tur valde Devin Shore), till Philadelphia Flyers i utbyte mot Flyers dåvarande lagkaptenen Mike Richards.
Schenn skrev på ett tvåårskontrakt värt 5 miljoner dollar med Flyers den 24 juni 2014.
Den 25 juli 2016 skrev han på en fyraårig kontraktsförlängning med Flyers värd 20,5 miljoner dollar.

#### St. Louis Blues
Under draften 2017 tradades han till St. Louis Blues i utbyte mot Jori Lehterä, ett draftval i första rundan 2017 (Morgan Frost) och ett villkorligt draftval (Flyers fick valet om de valde utanför de 10 första valen, något de visade sig göra) i första rundan 2018 (Joel Farabee).
Han vann Stanley Cup med St. Louis Blues säsongen 2018–19.

## Spelarstatistik
| 2006–07    | Saskatoon Contacts  | SMHL       | 41  | 27  | 43  | 70  | 63  | —  | — | —  | —  | —  |
| 2007–08    | Brandon Wheat Kings | WHL        | 66  | 28  | 43  | 71  | 48  | 6  | 2 | 1  | 3  | 14 |
| 2008–09    | Brandon Wheat Kings | WHL        | 70  | 32  | 56  | 88  | 82  | 12 | 8 | 10 | 18 | 12 |
| 2009–10    | Brandon Wheat Kings | WHL        | 59  | 34  | 65  | 99  | 55  | 15 | 8 | 11 | 19 | 2  |
|            | Los Angeles Kings   | NHL        | 1   | 0   | 0   | 0   | 0   | —  | — | —  | —  | —  |
| 2010–11    | Los Angeles Kings   | NHL        | 8   | 0   | 2   | 2   | 0   | —  | — | —  | —  | —  |
|            | Manchester Monarchs | AHL        | 7   | 3   | 4   | 7   | 4   | 5  | 1 | 3  | 4  | 0  |
|            | Brandon Wheat Kings | WHL        | 2   | 1   | 3   | 4   | 2   | —  | — | —  | —  | —  |
|            | Saskatoon Blades    | WHL        | 27  | 21  | 32  | 53  | 23  | 10 | 6 | 5  | 11 | 14 |
| 2011–12    | Adirondack Phantoms | AHL        | 7   | 6   | 6   | 12  | 4   | —  | — | —  | —  | —  |
|            | Philadelphia Flyers | NHL        | 54  | 12  | 6   | 18  | 34  | 11 | 3 | 6  | 9  | 8  |
| 2012–13    | Adirondack Phantoms | AHL        | 33  | 13  | 20  | 33  | 15  | —  | — | —  | —  | —  |
|            | Philadelphia Flyers | NHL        | 47  | 8   | 18  | 26  | 24  | —  | — | —  | —  | —  |
| 2013–14    | Philadelphia Flyers | NHL        | 82  | 20  | 21  | 41  | 54  | 7  | 0 | 3  | 3  | 8  |
| 2014–15    | Philadelphia Flyers | NHL        | 82  | 18  | 28  | 46  | 32  | —  | — | —  | —  | —  |
| 2015–16    | Philadelphia Flyers | NHL        | 80  | 26  | 33  | 59  | 33  | 6  | 0 | 2  | 2  | 7  |
| 2016–17    | Philadelphia Flyers | NHL        | 79  | 25  | 30  | 55  | 38  | —  | — | —  | —  | —  |
| 2017–18    | St. Louis Blues     | NHL        | 82  | 28  | 42  | 70  | 56  | —  | — | —  | —  | —  |
| 2018–19    | St. Louis Blues     | NHL        | 56  | 12  | 29  | 41  | 32  | —  | — | —  | —  | —  |
| NHL totalt | NHL totalt          | NHL totalt | 571 | 149 | 210 | 359 | 305 | 24 | 3 | 11 | 14 | 23 |
| AHL totalt | AHL totalt          | AHL totalt | 47  | 22  | 30  | 52  | 23  | 5  | 1 | 3  | 4  | 0  |